# 野生动物园

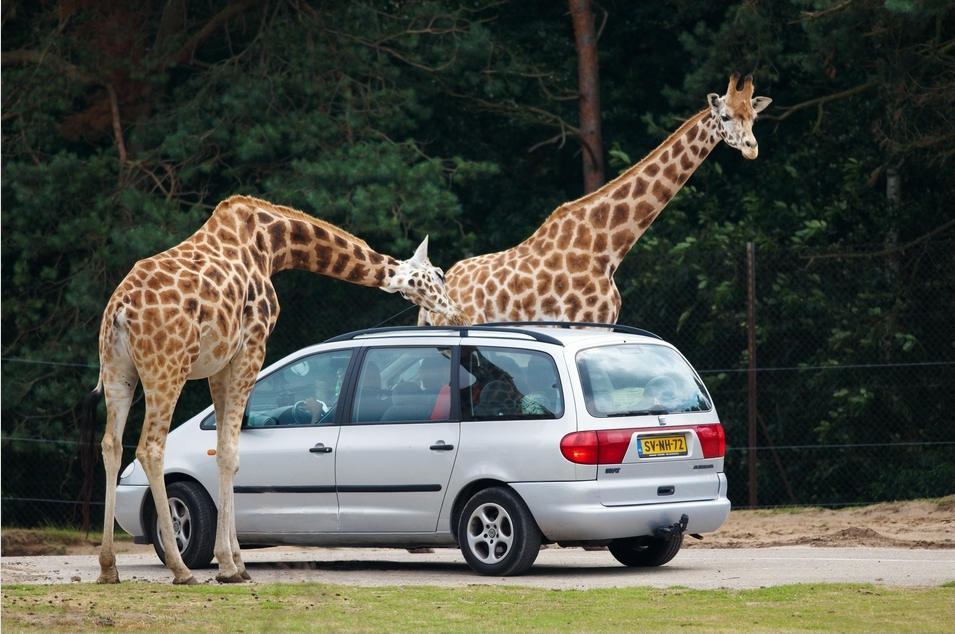
野生动物园

野生动物园是指具有免下车區域的動物園。免下車區域又被稱為猛兽区，裡面有許多放養的動物，游客可以驾驶自己的车辆或乘坐動物園內提供的车辆來到免下车區域觀賞放養的動物。野生动物园比一般动物园要大，比野生動物保護區要小。如果有人在猛獸區擅自下車，會有遭到動物襲擊的風險，有人甚至因此而死亡。